# Alan Wasilewski
Alan Wasilewski (ur. 23 lipca 1991) – polski siatkarz, grający na pozycji środkowego. 

## Życie prywatne
Jego ojciec Piotr był siatkarzem i reprezentantem Polski, który po zakończeniu kariery siatkarskiej został trenerem. Jego żoną jest siatkarka Iga Wasilewska.

## Kariera
Syn siatkarza Piotra Wasilewskiego. Jest wychowankiem MOS Wola Warszawa. Uprawianie siatkówki rozpoczął w ostatniej klasie liceum. Do seniorskiej drużyny MOS Woli, prowadzonej przez Krzysztofa Wójcika, został włączony w 2010 roku. W 2012 roku przeszedł do beniaminka Bundesligi, VC Dresden. W klubie tym występował do momentu jego rozwiązania, tj. do grudnia 2014 roku. Po tym fakcie jego usługami były zainteresowane AZS Politechnika Warszawska i Stal AZS PWSZ Nysa, jednak Wasilewski nie trafił do żadnego z tych klubów. W związku z tym siatkarz zdecydował się na powrót do MOS Wola Warszawa. Jednakże z uwagi na kontuzje podstawowych graczy, w lutym 2015 Wasilewskiego zakupił wicemistrz Niemiec, VfB Friedrichshafen. Polski siatkarz wraz z tym klubem zdobył mistrzostwo kraju. W 2015 roku podpisał kontrakt z pierwszoligowym Aluronem Virtu Wartą Zawiercie. W 2016 roku przeszedł do niemieckiego Bergische Volleys. Dwa lata później został siatkarzem belgijskiego klubu Axis Guibertin.

## Sukcesy klubowe
Puchar Niemiec:
- 2015

Mistrzostwo Niemiec:
- 2015